# Ковалёв, Александр Григорьевич
Александр Григорьевич Ковалёв (8 июня 1913, Новосиль, Тульская губерния — 21 июня 2004) — известный советский педагог и психолог.

## Биография
В сентябре 1961 г. он возглавил кафедру психологии Ленинградского пединститута им. А. И. Герцена, а с сентября 1954 г. начал заведовать кафедрой психологии и педагогики Ленинградского института культуры им. Н. К. Крупской. Позднее работал профессором и профессором-консультантом Высшей профсоюзной школы культуры ВЦСПС.

## Научная деятельность
В конце 50-х годов интенсивно развернулась теоретическая и методологическая работа в области социальной психологии. Статьей психолога А. Г. Ковалёва «О социальной психологии» (1959 год) в «Вестнике ЛГУ» началась дискуссия о предмете социальной психологии, её статусе, структуре, методах исследования, задачах, современном состоянии. Эта дискуссия продолжалась в журнале «Вопросы психологии».
А. Г. Ковалёв автор около 160 трудов, в том числе 20 книг и девяти брошюр. Его работы переведены на иностранные языки. Он выступал с докладами на многих крупных международных научных форумах.

### Избранные труды
- «Психология и педагогика самовоспитания», ЛГУ, 1958
- «Психические особенности человека» (т. 1, 1957; т. 2, 1960, в соавторстве с В. Н. Мясищевым)
- «Психология личности» (3-е изд., 1970)
- «Коллектив и социально-психологические проблемы руководства» (1978)
- «Личность воспитывает себя» (Политиздат, 1983)
- «Руководителю о работнике. Практическое изучение личности» (издательство «Экономика», 1988)
- «Воспитание чувств» Издательство «Педагогика», 1971
- «Воспитание ума, воли и чувств у детей», Минск, 1974
- «Психология семейного воспитания», Минск, 1980
- «Курс лекций по социальной психологии», Издательство «Высшая школа», 1972
- «Социально-психологический климат коллектива и личность», Издательство «Мысль», 1983
- «Воспитание характера», Минск, 1976